# Луншоушан
Луншоушан е планински хребет в Северен Китай, на границата между автономния регион Вътрешна Монголия и провинция Гансу и представлява крайна северна верига на планинската система Наншан. Простира се от северозапад на югоизток на протежение над 200 km покрай десния бряг на река Хъйхъ (дясна съставяща на Едзин Гол) и огражда от югозапад пустинята Алашан. Максималната му височина е 3658 m. Изграден е предимно от гнайси и варовици. На изток от проломната долина на река Шуйхъ продължава във вид на верига от изолирани ниски масиви. Покрит е с рядка пустинна растителност и на места с участъци от ксерофитни храсти. Покрай северното му подножие са разположени каменисто-чакълести пустинни равнини, а по южната му периферия (по долината на река Хъйхъ) преминава участък от Великата китайска стена. За първи път хребетът е изследван и топографски картиран от видния руски учен географ Владимир Обручев през 1893 г.